# Romain Bussine

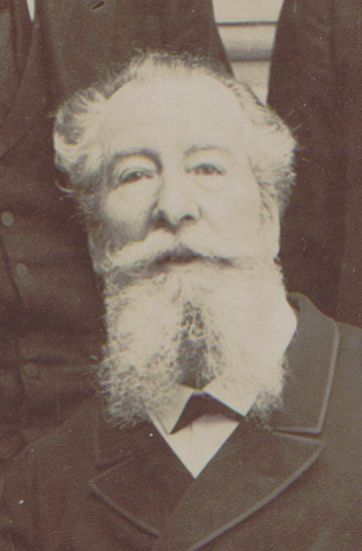
Romain Bussine in 1895

Romain Bussine (Parijs, 4 november 1830 - aldaar, 20 december 1899, was een Frans dichter, bariton, zangdocent en componist.
Hij studeerde aan het Parijse conservatorium bij Manuel Patricio Rodríguez García. Hij richtte met Camille Saint-Saëns de Société nationale de musique op 25 februari 1871, met als doel het bevorderen van de Franse instrumentale muziek. Omdat hij en Saint-Saëns het er niet mee eens waren dat er ook buitenlandse muziek werd gespeeld, verlieten ze de Société nationale in 1886. Hij werd benoemd tot zangdocent aan het conservatorium in Parijs in 1872. Tot zijn leerlingen behoorden de componisten Guillaume Couture en Achille Fortier. Als bariton zong hij in concerten en recitals. Hij zong de rol van de Hogepriester in de Samson et Delila van Saint-Saëns. Gabriel Fauré heeft een van zijn gedichten op muziek gezet: Après un rêve, op. 7 en de Sérénade Toscane. Zijn broer is Prosper-Alphonse Bussine.